# Rohrbeck (Niedergörsdorf)

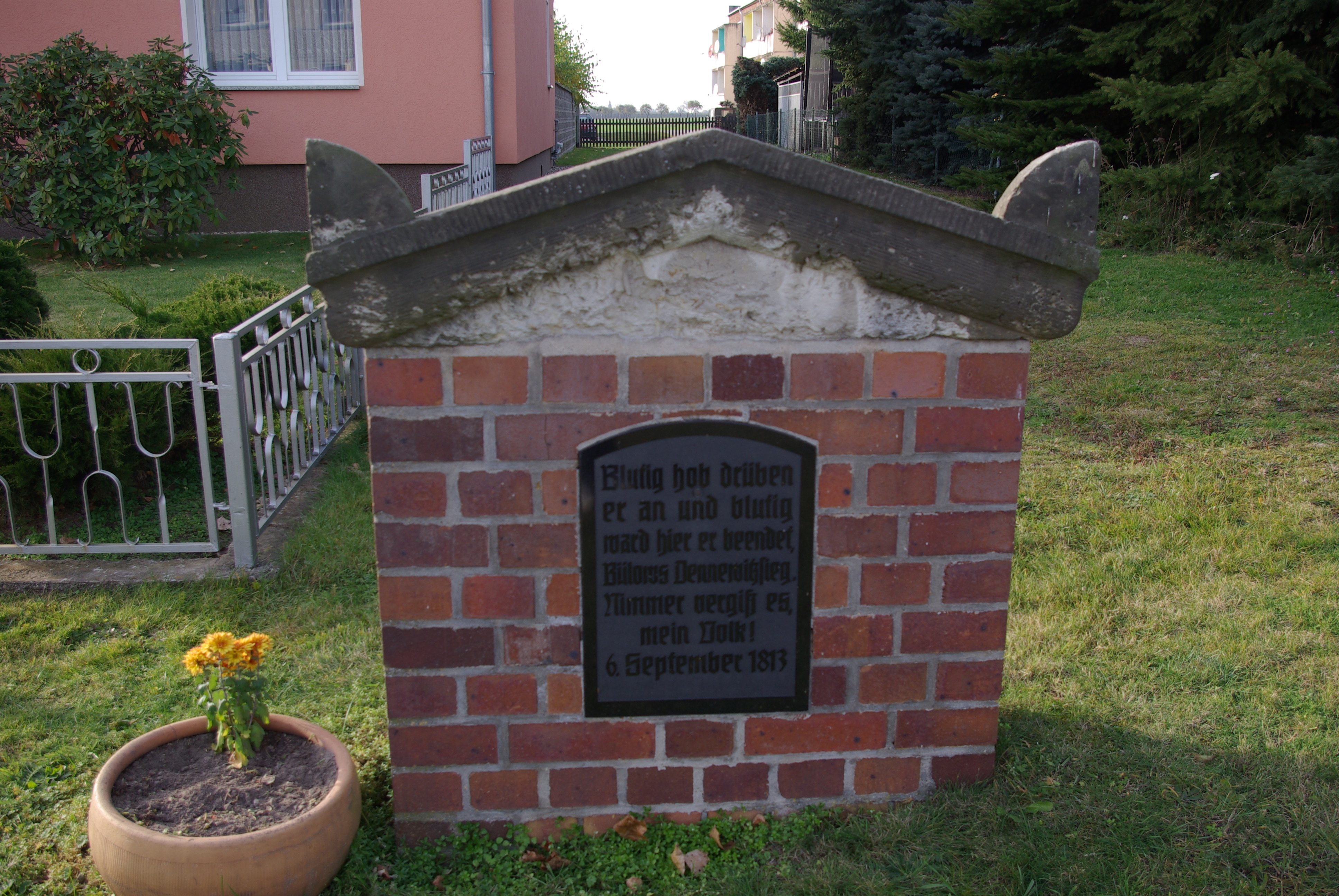
Gedenkstein für die Schlacht bei Dennewitz von 1813

Rohrbeck ist ein Ortsteil der Gemeinde Niedergörsdorf im Landkreis Teltow-Fläming im Bundesland Brandenburg.

## Lage
Rohrbeck liegt drei Kilometer südlich von Jüterbog und drei Kilometer östlich von Niedergörsdorf. Durch den Ort fließt die Nuthe. Die Nachbarorte sind Jüterbog, Bochow, Oehna und Dennewitz. Ein Großteil der Gemarkung wird landwirtschaftlich genutzt. Diese werden im südwestlichen Bereich durch den Rohrbecker Graben und im Osten durch den Rohrbecker Ostgraben in die Nuthe entwässert. Die Wohnbebauung konzentriert sich im südlichen Bereich um den historischen Dorfkern. Nördlich entstand, von der Nuthe und der Landstraße 81 getrennt, im 20. Jahrhundert ein Neubaugebiet. Die höchsten Erhebungen sind im Nordwesten in einem kleinen Waldgebiet der 87,9 m hohe Krähenberg sowie im Südwesten der 95,8 m hohe Wachtelberg.

## Geschichte und Etymologie

### Frühzeit bis 14. Jahrhundert

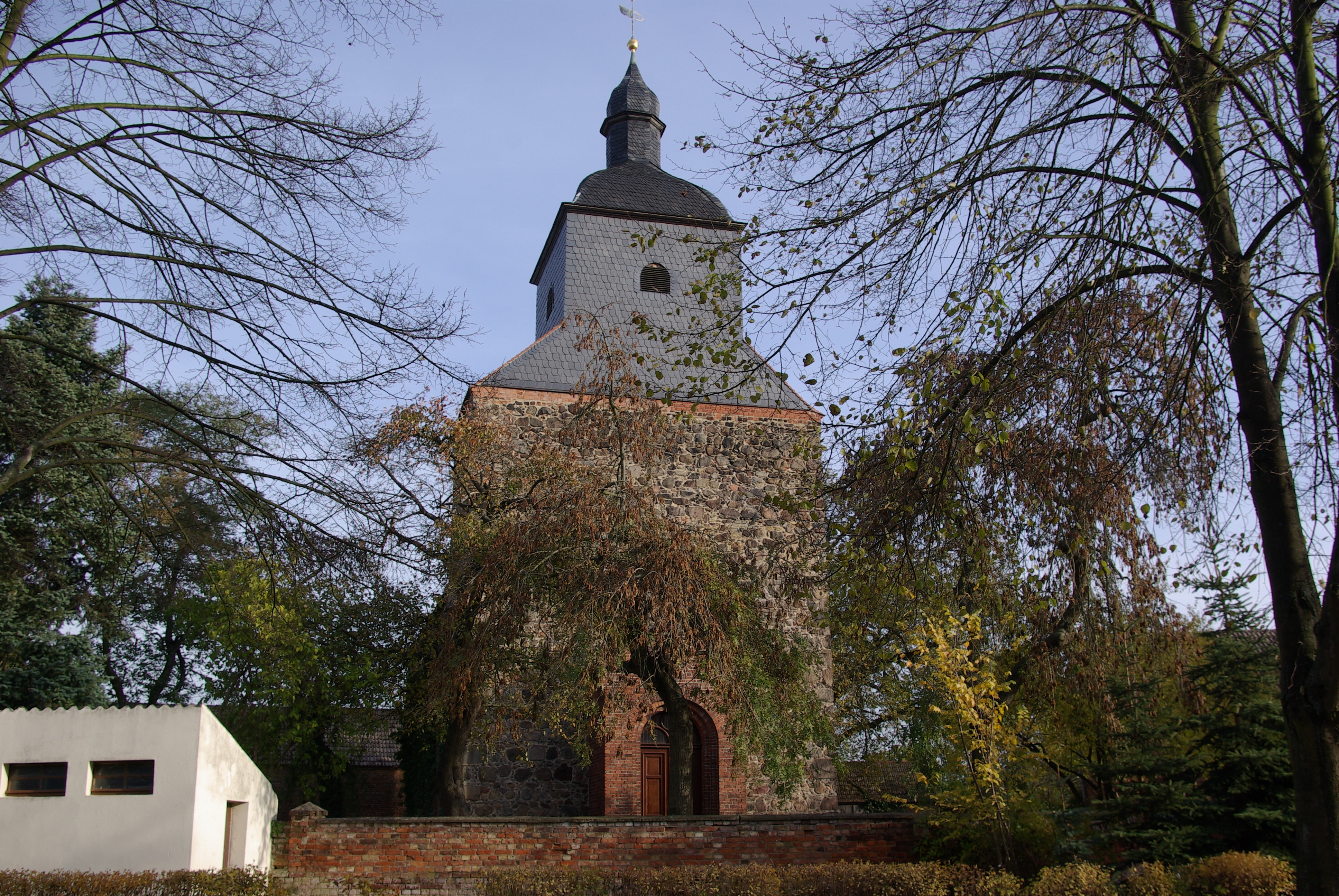
Dorfkirche Rohrbeck

Rohrbeck und in der Umgebung von Rohrbeck siedelten seit dem Neolithikum (5000 bis 4000 v. Chr.) Menschen. Es wurden weiter ein spätgermanisches Gräberfeld aus dem 5. Jahrhundert nach Christus gefunden. Nördlich von Rohrbeck wird 1161 und 1174 ein Dorf mit dem Namen Ruthewitz erwähnt. „Ruthewitz“ fiel nach 1183 wüst. Im 13. Jahrhundert wurde der Ort neu gegründet, die erste Erwähnung war im Jahr 1325 oder 1339, der Name war „rorbeke“. Er geht auf einen Leutpriester (Pleban) Mechtilt ancilla plebani de rorbeke zurück, der in Jüterbog erschien. Im 14. Jahrhundert besaß außerdem der Bürger Ebil von Rorbeke zahlreiche Hebungen im Ort. Das Kirchdorf war zu dieser Zeit vor 1368 „mit allem Recht“ und dem Kirchenpatronat im Besitz des Amtes Jüterbog. Allerdings lagen bis zu 33(!) Anteile im Streubesitz, die erst nach und nach an den Landesherren bzw. das Amt fielen. Der zweite dieser Anteile lag vor 1368 bis wahrscheinlich 1386 bei den Herren von der Dahme. Sie besaßen 14 Hufen, die 1368 verlehnt waren bzw. wahrscheinlich Hebungen aus diesen Hufen, wie beispielsweise am 19. Anteil ersichtlich. Der dritte Anteil lag vor 1368 bis nach 1383 bei der Familie Bochow über zwei Hufen, die zusammen 20 Scheffel Roggen, 12 Scheffel Hafer und 8 Scheffel Gerste gaben (1383). Den vierten Anteil besaß vor 1368 bis nach 1383 der Bürger Engel aus Jüterbog. Es handelte sich um die Hebungen aus fünf Hufen. Zwei von ihnen gaben 20 Scheffel Roggen, 8 Scheffel Gerste und 12 Scheffel Hafer, eine gab 10 Scheffel Roggen, vier Scheffel Gerste und 6 Scheffel Hafer sowie zwei Hufen mit einem Ertrag von 18 Scheffel Roggen, 12 Scheffel Hafer und 6 Scheffel Gerste (1368) bzw. Hebungen von drei Hufen. Zwei von diesen gaben zusammen 20 Scheffel Roggen, 8 Scheffel Gerste und 12 Scheffel Hafer, die andere gab 10 Scheffel Roggen, 6 Scheffel Hafer und 3 Scheffel Gerste (1383). Die wiederverkäuflichen Hebungen von einer Hufe (1368) bzw. Hebungen aus einer Hufe mit 9 Scheffel Roggen, 6 Scheffel Hafer und 3 Scheffel Gerste (1383) lagen vor 1368 bis nach 1383 bei der Familie Grunow. Den sechsten Anteil besaß vor 1368 bis nach 1378 die Familie von Heinrichsdorf. Im genannten Jahr übernahmen die Kalandsherren aus Jüterbog diese beiden Hufen für den Annenalter in der Kirche St. Nikolai und hielten ihn bis in die Mitte des 16. Jahrhunderts. Der Bürger Korn besaß bis 1400 zwei Hufen und übergab möglicherweise nur die Hebungen aus diesen Hufen im genannten Jahr an die Familie Kalow. Den achten Anteil besaß vor 1386 bis nach 1383 der Bürger Krüger aus Jüterbog. Es handelte sich um Hebungen (5 Wispel Roggen, 1368) bzw. Hebungen aus zwei Hufen (jede gab 10 Scheffel Roggen, 6 Scheffel Hafer und 4 Scheffel Gerste, 1383). Den neunten Anteil besaß vor 1368 bis 1489 der Bürger Künecke aus Jüterbog. Es handelte sich um die Hebungen aus zwei Hufen, die jede 10 Scheffel Roggen, 4 Scheffel Gerste und 6 Scheffel Hafer gaben. Er übergab sie 1489 an die Familie Lubitz, die sie 1511 an den Ritterkoch Keller weiterverkauften. In diese Zeit kamen auch noch Geld und der Fleischzehnt hinzu (1467, 1489). Von vor 1368 bis nach 1383 besaß der Bürger Langenhaus aus Jüterbog den zehnten Anteil Er ging 1386 bis in die Mitte des 16. Jahrhunderts an das Heiliggeisthospital in Jüterbog und bestand aus den Hebungen von fünf Hufen, von denen zwei je 18 Scheffel Roggen und Hafer sowie drei je 30 Scheffel Roggen und Hafer gaben (1368) bzw. Hebungen von fünf Hufen, von denen drei je 10 Scheffel Roggen, 6 Scheffel Hafer und 4 Scheffel Gerste gaben sowie zwei Hufen, die je 9 Scheffel Roggen, 6 Scheffel Hafer und 4 Scheffel Gerste gaben (1383). Vor 1368 bis nach 1383 besaß der Bürger Mönch aus Jüterbog die Hebungen aus zwei Hufen. Sie gaben je 18 Scheffel Roggen und Hafer (1368) bzw. 9 Scheffel Roggen, 6 Scheffel Hafer und 3 Scheffel Gerste (1383). Den zwölften Anteil besaß vor 1368 die Familie Mortitz; es handelte sich um Hebungen, wohl von einer Hufe, die 9 Scheffel Roggen, 6 Scheffel Hafer und 4 Scheffel Gerste sowie Geld einbrachten. Die Hebungen über zwei Hufen besaß vor 1368 bis nach 1389 der Bürger Papeian aus Jüterbog. Sie ergaben 1368 je 9 Scheffel Roggen, 9 Scheffel Hafer und 1383 je 9 Scheffel Roggen, 6 Scheffel Hafer und 3 Scheffel Gerste bzw. 1389 je 8 Scheffel Roggen, 8 Scheffel Hafer und Geld. Den 14. Anteil hielt vor 1368 der Jüterboger Bürger Römer. Er verkaufte ihn 1447 an die von Staupitz, die ihn 1484 an die von Schlieben weitergaben. Es handelte sich um Hebungen aus vier Hufen, die je 10 Scheffel Roggen, 6 Scheffel Hafer und 4 Scheffel Gerste (1368) bzw. von zwei je 10 Scheffel Roggen, 6 Scheffel Hafer, 4 Scheffel Gerste und Geld sowie zwei je 10 Scheffel Roggen, 4 Scheffel Gerste, 6 Scheffel Hafer und Geld (1414) gaben. Im Jahr 1447 waren es Hebungen aus zwei Hufen, von denen eine 10 Scheffel Roggen, 4 Scheffel Gerste, 6 Scheffel Hafer und den Fleischzehnten und die andere 9 Scheffel Roggen, 3 Scheffel Gerste, 6 Scheffel Hafer und Geld betrugen. Die wiederverkäuflichen Hebungen aus drei Hufen besaß vor 1368 die Familie von Vichtenberg. Den 16. Anteil besaß vor 1368 bis nach 1390 die Familie Wittenberg. Sie verkaufte ihn im genannten Jahr an die Familie von Richenheim, die seit 1389 auch den 17. und seit 1380 auch den 18. Anteil besaßen. Es handelte sich zunächst um eine Hufe im Jahr 1368; durch den Ankauf vergrößerte sich der Anteil jedoch auf 15(!) Hufen im Jahr 1390. Die Hebungen aus zwei Hufen (jede gab 10 Scheffel Roggen, 4 Scheffel Gerste und 6 Scheffel Hafer) besaßen vor 1383 bis 1389 die von Ottersleben und verkauften ihn 1389 an die Familie von Richenheim. Sie erwarben auch den 18. Anteil, der vor 1383 bis 1390 der Familie Bardenitz gehörte. Es handelte sich um Hebungen (5 Wispel Korn, 1383) bzw. 4 Wispel Getreide (1390). Der 19. Anteil war bis 1386 ein Afterlehen der Herren von der Dahme, der vor 1386 bis nach 1472 der Familie Rakow gehörte. Es handelte sich um Hebungen aus zwei Hufen, die 18 Scheffel Roggen (1472) gaben. Der 20. Anteil gehörte vor 1414 der Familie Springmühl und kam im genannten Jahr an den Bürger Rohrbeck. Er erwarb die Hebungen aus einer Hufe. Der 21. Anteil lag vor 1446 bis 1488 bei den Gebrüdern Lindwurm und den Gebrüdern Rode. Sie gaben ihn 1488 an die Familie von Kotze zu Germersleben, die ihn 1520 an die Familie von Schütz zu Dahme verkauften. Von dort kam er von 1699 bis 1710 an das Amt Jüterbog, die ihn bis 1715 an die Familien Abitsch, Dathe und Bretnütz verkauften. Von dort kam er bis nach 1754 zur Familie Flemming. Es handelte sich um die Hebungen von viermal einer Hufe, die jede 10 Scheffel Roggen, 4 Scheffel Gerste, 6 Scheffel Hafer und Geld (1446), später auch noch Geld bzw. 10 Scheffel Hafer von der Berzholzinhufe betrugen (1446, 1610). Die Hebungen aus zwei Hufen, die jede offenbar 1⁄2 Wispel Roggen und 1 Wispel Hafer gaben, lagen vor 1446 bei der Familie Suring. Der Bürger Günther aus Jüterbog besaß vor 1451 den 23. Anteil und verkaufte ihn im genannten Jahr an den Bürger Heinrichsdorf aus Treuenbrietzen, der zunächst in Jüterbog, später in Berlin als Perlen- und Seidensticker arbeitete. Er bzw. seine Erben verkauften ihn 1655 an den Rittmeister Junack, dessen Erben ihn 1691 an die Familie Wollersheim weitergaben. Von dort kam er 1752 bis nach 1813 in den Besitz der Familie Flemming. Es handelte sich dabei um die Hebungen aus zwei Hufen, die jede 9 Scheffel Roggen, 6 Scheffel Hafer, 3 Scheffel Gerste, Geld (1451) bzw. auch noch den Zehnten (1466) ergaben. Die Hebungen aus zwei Hufen besaßen vor(?) 1466 bis nach 1546 die Herren von der Dahme. Sie erhielten jede 1 Wispel Korn, halb Roggen, halb Hafer sowie den Fleischzehnten (1466). Der Bürger Felgentreu aus Jüterbog besaß vor 1466 bis 1482 den 25. Anteil. Er verkaufte ihn an den Kanzleischreiber Freudemann, dessen Erben ihn bis 1567 hielten und danach an die Familie von Schönermark weitergaben. Sie hielten ihn bis nach 1699, erwarben 1492 auch den 30. Anteil und seit nach 1495 auch den 31. Anteil hinzu. Es handelte sich dabei um einen Hof mit zwei Hufen, Pacht, Zins und Fleischzehnt sowie Rauchhühner, die zu dem Hof gehörten (1466) bzw. Hebungen aus vier Hufen. Von diesen gaben drei jede 9 Scheffel Roggen, 6 Scheffel Hafer und 3 Scheffel Gerste; eine weitere 9 Scheffel Roggen, 6 Scheffel Hafer und den Fleischzehnten (1567). Der Bürger Puhlmann besaß vor(?) 1466 bis nach 1567 den 26. Anteil. Er bestand aus Hebungen von zwei Hufen, die jede 9 Scheffel Roggen, 6 Scheffel Hafer, 3 Scheffel Gerste und Geld gaben (1466). Der Bürger Wilmersdorf aus Jüterbog, zuletzt in Petrikau und Landau bei Odessa, besaß vor(?) 1466 bis nach 1848 Hebungen aus zwei Hufen, die jede 9 Scheffel Roggen, 6 Scheffel Hafer und 3 Scheffel Gerste gaben (1466). Der Bürger Zugel aus Jüterbog besaß bis 1485 den 28. Anteil. Er verkaufte ihn an einen Herren Meinecke, Geleitsmann aus Jüterbog, der ihn bis 1510 hielt und anschließend an den Jüterboger Bürger von Öhna verkaufte. Von dort kam er im Jahr 1534 an die Familie Brand, die ihn bis nach 1546 hielt. Es handelte sich um die Hebungen aus zwei Hufen, die zusammen je 18 Scheffel Roggen, Hafer und Gerste gaben (1485). Der 29. Anteil war ebenfalls im Besitz derer von Schlieben, die ihn 1487 an den Barbier Rahn und dessen Erben aus Calbe/Saale weitergaben. Von dort kam er 1598 an den Jüterboger Richter Magister Moritz, dessen Erben ihn 1641 an den Rittmeister Junack verkauften. Seine Erben gaben ihn 1708 an die Familie Wollersheim weiter, die ihn 1742 an die Familie Flemming verkauften. Diese wiederum besaßen den Anteil, die Hebungen aus einer Hufe mit zwei Scheffel Gerste, bis nach 1759. Ebenfalls im Besitz derer von Schlieben waren Hebungen mit zwei Scheffel Gerste und einem Rauchhuhn (1487) bzw. ein Scheffel Gerste sowie alle drei Jahre ein Rauchhuhn (1492), die sie von 1487 an erhielten und im genannten Jahr an die Familie von Tuch verkauften. Von dort gelangte er 1492 an den Kanzleischreiber Freudemann, der ihn mit dem 24. Anteil vereinigte. Den 31. Anteil hielt bis 1491 der Diener Prötling, verkaufte ihn im genannten Jahr ebenfalls an den Kanzleischreiber Freudemann, der diesen ebenfalls mit dem 24. Anteil vereinigte. Es handelte sich um Hebungen aus dreimal einer Hufe. Eine gab 9 Scheffel Roggen und 6 Scheffel Hafer, die zweite 10 Scheffel Roggen, 6 Scheffel Hafer sowie die dritte 1 Scheffel Geste und alle drei Jahre den Fleischzehnten vom Wohnhof (1491). Zwei Hufen mit einem Haus und Hof (1563) besaß vor 1563 bis 1810 der Kollegiatstift St. Peter und Paul aus Magdeburg. Der 33. Anteil besaß die Familie Spelter, die ihn bis 1586 an den Kammersekretär Puchbach verkaufte. Von dort kam er im genannten Jahr an den Jüterboger Bürger Müller, der ihn 1635 bis nach 1783 an den Rat verkaufte. Es handelte sich um Hebungen aus einer Hufe, die 1 Wispel halb Roggen, halb Hafer und 1 Rauchhuhn ergaben (1568).
In dieser Zeit wurde das Dorf in den Jahren 1325 und 1339 erneut erwähnt. Eine weitere indirekte Erwähnung erfolgte durch einen Präfectus von Rohrbeck, der in den Jahren 1381/1384 in Jüterbog erschien. Im Jahr 1383 war lediglich von einem Dorf (villa) die Rede; 1391/1993 trat ein Dorfschulze in Jüterbog auf. Im Jahr 1413 überfielen brandenburgische Adelige das Dorf und raubten zehn Pferde. Der Schaden belief sich auf 44 Schock böhmische Groschen. In den Jahren 1492/1496 wurde Rohrbeck Amtsdorf.

### 16. Jahrhundert
Um 1500 fand eine Steuererhebung im Erzstift Magdeburg statt, nach der die Bewohner von Rohrbeck 17 Schock 8 1⁄2 gr zur Anlage zahlen mussten. Eine weitere Angabe über die zu zahlenden Steuern ergab sich aus dem Anschlagk der bewilligten steure vff gehaltenem Landtage zu Magdeburg dienstags nach Lucie 1516, nachdem 30 Rheinische Gulden (fl) zur Steuer gezahlt werden mussten. Das Register über die Aufnahme der im Jahr 1534 verwilligten Steuer des 50. Pfennigs wies eine Abgabenlast von 44 fl 19 gr zum 50 Pfennig aus. Bei einer Visitation der Kirchen und Klöster im Erzstift Magdeburg wurden im Jahr 1562 im Dorf insgesamt 14 Hauswirte festgestellt. Dem Pfarrer standen in diesem Jahr zwei Hufe, die 30. Mandel vom Getreidezehnten, der 3. Teil vom Fleischzehnten sowie zwei Rauchhühner von der Gemeinde zu. Die Kirche besaß eine Wiese sowie ein Stück Acker, der als Petersacker bezeichnet wurde. Der Küster erhielt 3 Malter Roggen von der Gemeinde, 28 Brote und besaß ein Stück Acker. Außerdem musste jeder Hauswirt ihm zwei Eier abgeben. Wenige Jahre später erfolgte 1584 eine erneute Visitation, bei der erneut 14 Hauswirte und der Pfarrer festgestellt wurden. Zwei Jahre später lagen die Abgaben ausweislich einer Einnahme und Ausgabe des 70. Pfennigs zur Landsteuer 1586/1587 bei 24 1⁄2 Taler zum 70. Pfennig.

### 17. Jahrhundert
Um 1600 lebten im Dorf ausweislich eines Vortzeichnüß der Ämbter, Clöster, Gerichtsjunkern unnd Dorfer im Erzstift Magdeburg weiterhin 14 Hauswirte, die in den Huldigungsakten ergangen 1608/1609 als 17 Bauern und drei Kossäten aufgeführt wurden – das Dorf war demnach auf 20 „Untertanen“ angewachsen. Um 1625 lebten im Dorf 16 Hufner, ein Halbspänner und ein Kossät. Vom Dreißigjährigen Krieg war Rohrbeck ebenfalls betroffen. Das Amts-Erbbuch von Jüterbog vom Jahre 1648 führte ein besetztes Schulzengut mit zwei freien Lehn- und zwei Pachthufen auf. Allerdings lagen von den neun Vierhufnerhöfen zwei wüst, von den fünf Dreihufnerhöfen waren zwei nicht besetzt; ebenso lag der Zweihufnerhof wüst. Die Windmühle des Einhufnerhofs war zerstört; lediglich das Kossätengut noch besetzt. In Rohrbeck wurden zu dieser Zeit jedoch noch 61 Hufen bewirtschaftet. Das Erbbuch des fürstlich sächsischen Amtes Dahme 1658 zeigt, dass es in den Folgejahren nicht gelang, das Dorf wiederaufzubauen. Elf Jahre nach Kriegsende war die Gemarkung nur noch 49 Hufen groß. Erst im Amts Jüterbock Erbbuch  von 1661 erschien Rohrbeck mit 62 Hufen. Das Lehnschulzengut war nach wie vor besetzt, von den neun Vierhufnerhöfen war nur noch eines wüst, ebenso eines der fünf Dreihufnerhöfe. Der Halbspänner bewirtschaftete wieder zwei Hufen, ebenso schien die Mühle wieder aufgebaut worden zu sein. Dort lebte ein Kossät mit einer Hufe. Von den zwei übrigen Kossätenhöfen lag eines noch wüst. Die Designation der im Amt Jüterbog vorhandenen Stadt und Vorstädte, Amts- und Ritterschaft, Dörfer, Güter, Kirchen, Pfarren, besetzten Mannschaften von 1664 führte fas Dorf zwei Lehnschulzengüter auf, zwölf Vollspänner, einen dienstbaren Kossäten, einen dienstfreien Kossäten sowie einen Halbspänner. Zwei weitere Vollspänner lagen wüst; Rohrbeck bestand aus 20 Einwohnern. Das Untertanenverzeichnis wie viel ihrer in jeden Vorstadt und Dorfe zu befinden de ao 1699 verzeichnete 17 Bauern, von denen drei Höfe wüst lagen. Es gab mittlerweile elf Vierhufnerhöfe, darunter den Schulzen mit zwei Lehn- und Pachthufen, einen Schulzen mit drei Lehn- und einer Pachthufe sowie ein wüstes Gut, vier Dreihufnerhöfe (eines wüst), ein Zweifhufnerhof, drei Kossätenhöfe (eines wüst, eines mit einer Hufe), so dass in Summe von den 62 Hufen insgesamt 45 gangbar und 7 frei waren.

### 18. Jahrhundert
Die Individual-Specification und Schatz oder Würdigung derer sambtlichen unterm Fürstl. Sachßen Querfurischen Ambte Jüterbog befindlichen contribuablen Grund Stücken aus dem Jahr 1704 verzeichnete die Anzahl der Hüfner und Kossäten sowie deren Aussaatmenge des Hofes und weiterer Ackerstücke. Demzufolge gab es im Dorf elf Vierhufner (darunter den Dorfschulzen), drei Dreihufner, zwei Zweihufner und einen Kossätenhof zu 4 Metzen Aussaat, der eine Hufe besaß und die Windmühle betrieb. Ein weiterer Kossätenhof kam auf 2 Scheffel Aussaat, ein anderer auf ein Scheffel sowie ein vierter Hof auf 5 Scheffel Aussaat. Im Jahr 1768 erschien auch erstmals die Bezeichnung Rohrbeck in den Akten. Die Gemarkung war ausweislich der Erbhuldigung welche Herr Christian Herzog von den Amtsuntertanen einnehmen laßen im Jahr 1714 insgesamt 62 Hufen groß (1706) und mit einem Vizeland- und Lehnschulzen, dem Lehnschulzen, drei Gerichtsschöppen, zwölf Hufnern und drei Kossäten bewohnt. Ein Dokument aus dem Jahr 1721 führte die Aussaatmengen und Wiesenanteile auf. Darin erschienen mehrere historische Flurnamen wie beispielsweise die Hirtenwiese oder eine Ackerfläche, die als Gehr bezeichnet wurde. Ein Acker, der nach Bochow ausgerichtet war, wurde als Klothen bezeichnet und von mehreren Bauern benutzt, ebenso die Fregewiese und die alten Leimkeuthen, auf denen Schafe gehalten wurden. Die Gemeinde nutzte eine Fläche, den Piepenpfuhl, und brachte darauf 4 bis 5 Metzen Aussaat aus. Die Specification der Häuser und angesessenen Einwohner der Ämter Dahme und Jüterbog von 1777 führte für Rohrbeck den Landlehnschulzen, 16 Hufner und Vollspänner sowie einen Ganzkossäten, einen Mittelkossäten und einen halben Kossäten auf. Mit dem Häusler lebten im Dorf somit 21 Einwohner. Es gab ein gemeinschaftlich genutztes Hirtenhaus sowie eine Schmiede.

### 19. Jahrhundert

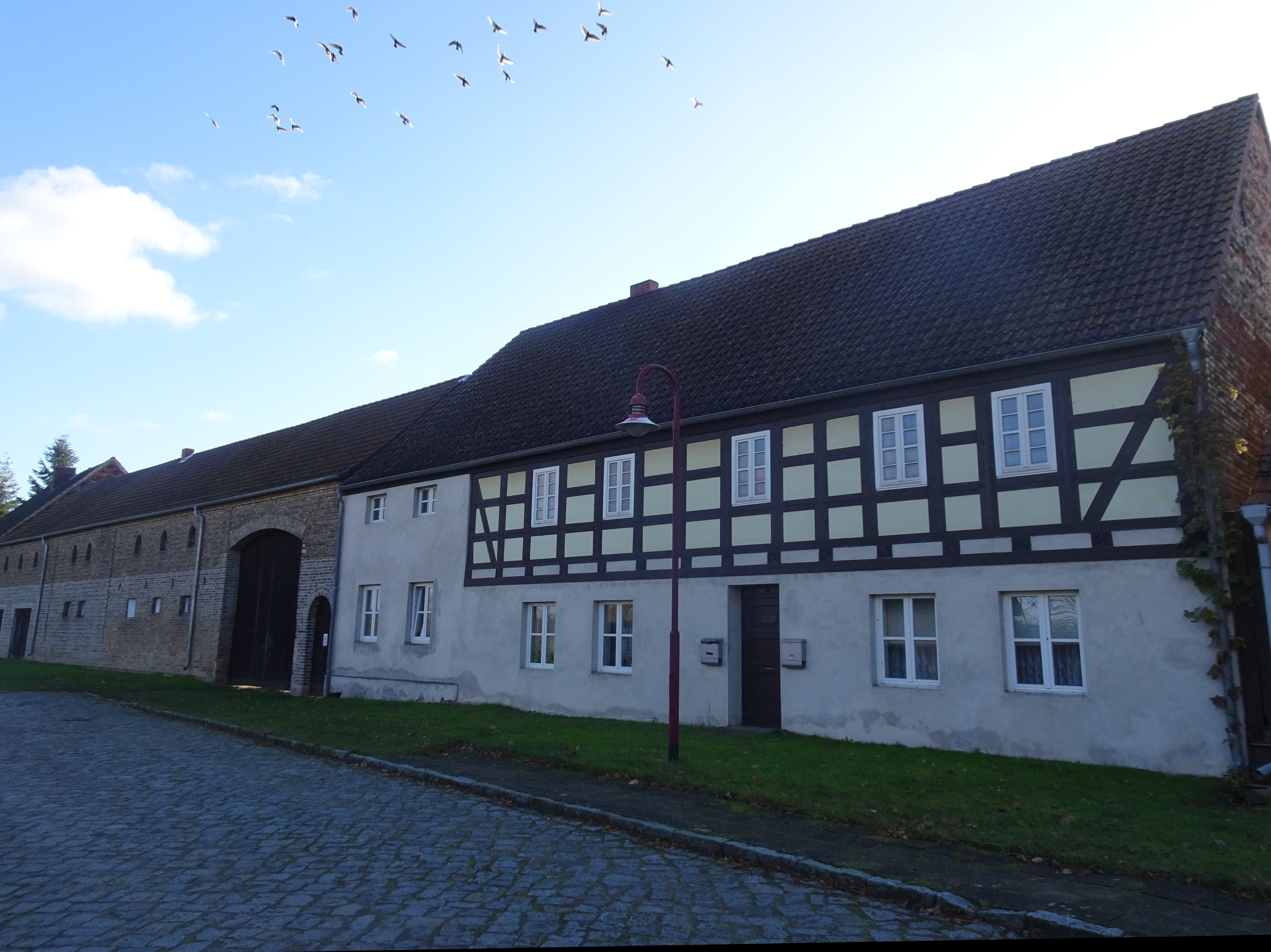
Hüfnerhaus aus dem frühen 19. Jahrhundert

Im Jahr 1800 gab es nach Leonhardi im Dorf 17 Anspänner, drei Kossäten und einen Häusler. Sie hielten zusammen 50 Pferde, 96 Kühe und 860 Schafe. Einen detaillierten Einblick gab Register Allgemeine Personensteuer auf Bartholomai 1812 vom Querfurter Landtag in Dresden 1811 bewilligt. Es nannte alle ortsanwesenden Personen: einen Prediger mit einem Knecht, der früher mal Soldat war, eine Magd und Gänsemädel, einen Schullehrer, einen Landschule mit Bierschank, drei Stiefkindern und Magd, den Gemeindeschulzen mit Knecht, Magd, Jungen, Gänsemädel und Vater. Von den 14 Hufnern hatte einer Knecht und Magd, einer zwei Kinder und Jungen, einer Tochter und Knecht, einer Knecht, Magd, Jungen und Vater, einer hat zwei Kinder und Magd, einer Magd, Jungen und Vater, eine Knecht, Magd, Jungen und Vater, einer drei Kinder und Mutter, einer zwei Kinder, einer drei Kinder, einer zwei Kinder und Jungen, einer einen Sohn, Magd und Jungen, einer hat zwei Kinder und Magd, einer einen Knecht, Magd und Jungen. Der Halbhufner hatte einen Sohn, Knecht und Magd, der Windmüller eine Tochter und Jungen. Im Dorf lebten außerdem der Schmied, ein Kossät und zwei Häusler, von denen einer zwei Kinder hatte – in Summe waren es 24 Steuerpflichtige. Zwischenzeitlich war Rohrbeck im Jahr 1817 vom Amt Jüterbog zum Amt Zinna gelangt. Mit dem Wiener Kongress kam auch Rohrbeck zu Preußen. Aus dem Jahr 1815/1816 sind der Windmüller, zwei Hausschlächter und ein Grützmacher überliefert. Es gab 14 1⁄2 ordentliche und 1⁄12 außerordentliche Magazinhufen, in Summe 14 7⁄12 Hufe. Im Dorf lebten im Jahr 1817 insgesamt 20 Eigentümer, Erbpächter und Erbzinsleute, die 62 Hufen bewirtschafteten. Bis 1837 war ein Vorwerk entstanden und ein Schneidermeister hatte sich angesiedelt. In den 25 Wohnhäusern lebten und arbeiteten 27 männliche und 22 weibliche Dienstboten. Das Ortschaftsverzeichnis von 1858 führte für Rohrbeck fünf öffentliche, 30 Wohn- und 78 Wirtschaftsgebäude auf, darunter eine Ziegelei und eine Getreidemühle. Die Ziegelei war in einem Abbau entstanden. Die Gemarkung umfasste 2578 Morgen (Mg) Fläche: 20 Mg Gehöfte, 24 Mg Gartenland, 2439 Mg Acker, und 95 Mg Wiese.

### 20. Jahrhundert
Aus einem Viehstands- und Obstbaumlexikon ist bekannt, dass im Jahr 1900 im Dorf 53 Häuser standen. Es gab einen Büdner, der 4,5 Hektar bewirtschaftete. Ein Büdner und Bahnsteigschaffner besaß zwei Hektar, ein Büdner und Gastwirt drei Hektar. Der Büdner und Handelsmann besaß 12 Hektar, zwei Büdner und Weichensteller 0,75 Hektar. Es gab einen Einhufner, der die Mühle besaß und 16,25 Hektar bewirtschaftete, drei Dreihufner mit 43,50 Hektar, 42 Hektar und 40 Hektar sowie einen Dreihufner und Gastwirt mit 40,25 Hektar. Der Kossät besaß 6,25 Hektar; es gab einen Lehrer, einen Pfarrer sowie einen Sechshufner mit 78,50 Hektar. Die neun Vierhufner besaßen 56,25 Hektar, 55,75 Hektar, zweimal 55 Hektar, 54,75 Hektar, zweimal 54 Hektar, 53,50 Hektar und 52,50 Hektar. Die zwei Zweihufner bewirtschafteten 29 Hektar bzw. 28,75 Hektar. Das Gemeindelexikon aus dem Jahr 1932 führt für das Jahr 1931 insgesamt 52 Wohnhäuser mit 57 Haushaltungen auf – Rohrbeck wurde Landgemeinde. Im Jahr 1939 gab es im Dorf 14 land- und forstwirtschaftliche Betriebe, die zwischen 20 und 100 Hektar groß waren, neun Betriebe waren zwischen 10 und 20 Hektar, sechs Betriebe zwischen 5 und 10 Hektar sowie 14 Betriebe zwischen 0,5 und 5 Hektar groß.
Nach dem Zweiten Weltkrieg wurden lediglich 1,8 Hektar Wiese und Weide enteignet und auf neun landarme Bauern aufgeteilt. Es kam zu einem starken Bevölkerungsanstieg von 292 Einwohnern im Jahr 1939 auf 429 Einwohner im Jahr 1946. Rohrbeck bestand im Jahr 1950 mit dem Wohnplatz Bahnhaus; 1957 mit dem Wohnplatz Ausbau. Im Jahr 1953 gründete sich eine LPG vom Typ I mit vier Mitgliedern und 72 Hektar landwirtschaftlicher Nutzfläche; sie ging im Jahr 1955 in eine LPG Typ III über. Im Jahr 1960 bestand diese LPG Typ III mit 103 Mitgliedern und 749 Hektar Fläche. Sie wurde 1975 an die LPG Typ III Bochow angeschlossen und ging in eine LPG (T) über. Diese bestand im Jahr 1983 als LPG (T) Typ III mit Betriebsteil Bochow und Milchviehkombinat. Im Jahre 1992 kam der Ort zum Amt Niedergörsdorf, seit 1998 ist Rohrbeck Ortsteil von Niedergörsdorf.

## Bevölkerungsentwicklung
| Jahr      | 1817 | 1837 | 1858 | 1871 | 1885 | 1895 | 1905 | 1925 | 1939 | 1946 | 1964 | 1971 | 1981 |
| Einwohner | 180  | 202  | 247  | 279  | 297  | 311  | 278  | 204  | 292  | 429  | 309  | 324  | 318  |

## Kultur und Sehenswürdigkeiten
- Die Dorfkirche Rohrbeck ist eine spätgotische Feldsteinkirche aus dem ersten Viertel des 14. Jahrhunderts. Der barocke Turmaufsatz kam vermutlich Anfang des 16. Jahrhunderts hinzu. Im Innenraum steht unter anderem ein Kanzelaltar aus dem Anfang des 18. Jahrhunderts.
- Das Gehöft, bestehend aus Wohnhaus, Torhaus, Scheune und Stallgebäude in der Hauptstraße 2 steht unter Denkmalschutz.
- Ein weiteres Baudenkmal ist ein Gedenkstein zur Schlacht bei Dennewitz von 1813.[2] Die Inschrift lautet: Blutig hob drüben / er an und blutig / ward hier er beendet, / Bülows Dennerwitzsieg. / Nimmer vergiß es, / mein Volk! / 6. September 1813.
- Durch den Ort verläuft die Fläming-Skate.